# Tadeusz Nalepiński
Tadeusz Jerzy Nalepiński (ur. 9 stycznia 1885 w Łodzi, zm. 13 listopada 1918 w Bernie) – polski poeta, nowelista, dramatopisarz i krytyk literacki. Brat malarki Zofii Nalepińskiej-Bojczukowej oraz szwagier ukraińskiego artysty Mychaiła Bojczuka.

## Życiorys
Syn Aleksandra Nalepińskiego, inżyniera i dyrektora kolei i Zofii z Rohrów Nalepińskiej. W 1888 rodzice przenieśli się wraz z dziećmi do Petersburga, gdzie jego ojciec wykładał w Instytucie Górniczym. Studiował filozofię na Uniwersytecie Jagiellońskim. Doktoryzował się na Uniwersytecie Karola w Pradze, gdzie w 1907 uzyskał doktorat z filozofii na podstawie rozprawy On idzie. Rzecz o Królu-Duchu Rosji (według innego źródła w 1909). W kolejnych latach przebywał w Paryżu, Londynie i na Islandii. Często bywał w Zakopanem, obracając się w tamtejszych kręgach artystycznych skupionych wokół Witkiewicza, Micińskiego i Żeromskiego.
W 1914 wstąpił do Legionów Polskich. W sierpniu 1914 brał udział w marszu strzelców na Kielce. Nie mogąc z powodu gruźlicy pełnić służby frontowej, wyjechał do Włoch, prowadząc działalność informacyjn-polityczną w powiązaniu z tamtejszym biurem prasowym. Od 1916 do 1918 zajmował się publicystyką polityczną w polskim biurze prasowym Naczelnego Komitetu Narodowego w Bernie w Szwajcarii.
Opublikował tom poezji Gaśnienie (1905), fragmenty poematów wzorowanych na twórczości Słowackiego: Chrzest. Fantazja polska (1910) i Ave Patria! Opowieść z czasów Wielkiej Wojny powracającej nam byt niepodległy (1914-1916), a także zbiory nowel Śpiewnik rozdarty (1914) i Kazia (1919) oraz fragmenty dramatu Książę niewolny (1911).
Zmarł tuż po odzyskaniu niepodległości przez Polskę, a przed planowanym powrotem do ojczyzny.
Brat Zofii i Aleksandra.